# Joachim Johansson
Joachim Johansson (* 1. Juli 1982 in Lund) ist ein ehemaliger schwedischer Tennisspieler.
Der 1,98 m große Joachim Johansson, der nicht mit dem Australian-Open-Sieger Thomas Johansson verwandt ist, war bekannt als einer der besten Aufschläger. Sein Spitzname lautete „Pim-Pim“. Sein Vater Leif Johansson war ebenfalls Tennisspieler, er spielte in den 1970er Jahren für Schweden im Davis Cup.
Am 1. Februar 2008 gab Joachim Johansson aufgrund von Schulterverletzungen seinen Rücktritt bekannt. Bereits am 3. Oktober 2008 kündigte er sein Comeback für das ATP-Turnier in Stockholm (6. bis 12. Oktober) an, wo er genau ein Jahr zuvor sein letztes Match bestritten hatte. Von 2009 bis 2011 nahm er an einigen Challenger- und zwei ATP-Turnieren teil und kam zudem noch zweimal im Davis Cup zum Einsatz. Am 17. März 2011 trat Johansson schließlich endgültig zurück.

## Karriere

### 2004: Die ersten Erfolge
Anfang 2004 stand der damals 21-Jährige in Memphis erstmals im Finale eines ATP-Turniers. Mit einem Sieg über Nicolas Kiefer (7:6, 6:3) gewann er seinen ersten Titel. Noch im selben Jahr verbuchte er ein weiteres Endspiel und einige gute Ergebnisse (z. B. Wimbledon-Achtelfinale). Vor den US Open stand er auf Platz 30 der ATP-Weltrangliste. Nach guten Spielen in der Vorrunde gelang ihm dann dort der Durchbruch; er bezwang im Viertelfinale Andy Roddick mit 6:4, 6:4, 3:6, 2:6 und 6:4, wobei er insgesamt weniger Punkte als dieser erzielte. Im Halbfinale stand er Lleyton Hewitt (mit dessen Schwester Jaslyn er liiert ist) gegenüber; gegen ihn war er nahezu chancenlos und verlor glatt in drei Sätzen. Johansson schloss das Jahr 2004 auf Position 11 ab.

### 2005: Vorstoß in die Weltspitze und großer Rückschlag
Anfang des Jahres gewann er in Adelaide seinen zweiten ATP-Titel. Bei den Australian Open erreichte er das Achtelfinale, bei dem er einen neuen Rekord aufstellte – die meisten geschlagenen Asse in einem Match. Er verlor gegen Andre Agassi in vier Sätzen, schlug dabei aber 51 Asse. Ivo Karlović übertraf diesen Rekord 2009 bei den French Open mit 55 Assen, allerdings in fünf Sätzen. Beim Turnier von Marseille konnte Johansson seinen dritten Titel feiern, der ihm am 14. Februar 2005 seine höchste Ranglistenposition (Platz 9) einbrachte. Es folgte der große Rückschlag; eine schlimme Schulterverletzung und die folgende Operation zwangen ihn zu einer sechsmonatigen Pause.

### Comebacks und erneute Rückschläge (2006–2007)
Die Zwangspause dauerte länger als erwartet, sodass er die Australian Open auslassen musste. Bei seinem Comeback in Miami (Masters Series) schied er bereits in der ersten Runde gegen den US-Amerikaner Sam Warburg aus. Eine neuerliche Schulterverletzung brachte eine weitere Pause und er musste sich über Future- und Challenger-Turniere wieder nach vorne spielen. Schließlich bekam Johansson eine Wildcard für das Hauptfeld von Stockholm. Dort gelang ihm die große Sensation; in der zweiten Runde besiegte er auf dem Center Court die Nummer 2 der Weltrangliste, Rafael Nadal, mit 6:4 und 7:6. Bei diesem Turnier besiegte er auch noch den Belgier Kristof Vliegen nach Abwehr von zwei Matchbällen in drei Tie-Breaks. Im Halbfinale gegen den Finnen Jarkko Nieminen war dann nach drei Sätzen Schluss. Johansson verbesserte sich dadurch um 398 Plätze und war wieder unter den Top 300. Beim Masters-Series-Event von Madrid schlug er den Argentinier Juan Martín del Potro mit 6:4 und 6:4. In der zweiten Runde gelang ihm wieder eine kleine Sensation; „Pim-Pim“ besiegte die Nummer 5 der Welt, Nikolai Dawydenko, in drei Sätzen und schlug dabei 23 Asse. Wegen einer erneuten Schulterverletzung musste er dann gegen Fernando González aufgeben. Er beendete das Jahr auf Rang 193.
Das Jahr 2007 begann in Adelaide mit einem Einzug ins Halbfinale, in dem er sich einem anderen guten Aufschläger, Chris Guccione, geschlagen geben musste. Bei den Australian Open bekam er als Nummer 156 der Welt eine Wildcard. Doch sein Auftaktmatch gegen Guillermo García López musste er beim Stande von 1:1 verletzungsbedingt abbrechen. Erneut ein herber Rückschlag, da eine Operation bevorstand und er ein halbes Jahr lang kein Turnier spielen konnte. Nach den Wimbledon Championships teilte Johansson mit, dass er für die US Open um eine Wildcard ersucht habe; doch zu diesem Turnier war er noch nicht wieder fit. Ende September hatte Johansson im Davis Cup gegen Andy Roddick sein Comeback. Er konnte eigentlich das ganze Match hindurch gut mithalten, aber das Glück war nicht auf seiner Seite; er verlor mit 6:7, 6:7, 3:6. In Stockholm bekam er wie im Vorjahr eine Wildcard, die er zu einem klaren Erstrundenerfolg nutzen konnte. Eine neuerliche Schulterverletzung zwang ihn dann noch vor dem zweiten Match zur Aufgabe.

## Erfolge
| Legende                       |
| Grand Slam                    |
| Tennis Masters Cup            |
| ATP Masters Series            |
| ATP International Series Gold |
| ATP International Series      |

### Einzel

#### Turniersiege
| Nr. | Datum            | Turnier   | Belag         | Finalgegner    | Ergebnis |
| --- | ---------------- | --------- | ------------- | -------------- | -------- |
| 1.  | 16. Februar 2004 | Memphis   | Hartplatz (i) | Nicolas Kiefer | 7:6, 6:3 |
| 2.  | 3. Januar 2005   | Adelaide  | Hartplatz     | Taylor Dent    | 7:5, 6:3 |
| 3.  | 7. Februar 2005  | Marseille | Hartplatz (i) | Ivan Ljubičić  | 7:5, 6:4 |

### Doppel

#### Turniersiege
| Nr. | Datum        | Turnier | Belag | Partner        | Finalgegner                   | Ergebnis |
| --- | ------------ | ------- | ----- | -------------- | ----------------------------- | -------- |
| 1.  | 4. Juli 2005 | Båstad  | Sand  | Jonas Björkman | José Acasuso Sebastián Prieto | 6:2, 6:3 |